# Dom Shemsheh
Dom Shemsheh (en persan : دم شمشه et également connu sous les noms de Dum-i-Shamsheh et de Shemsheh) est un village de la province de Kermanshah en Iran. Lors du recensement de 2006, son existence a été indiquée, mais sa population n'a pas été signalée.